# Vườn quốc gia Cape Melville
Vườn quốc gia Cape Melville là một vườn quốc gia ở Queensland, Úc, nằm cách Brisbane. 1.711 km về phía tây bắc. Các đặc trưng chính của nó là các mũi đất đá của Cape Melville, những tảng đá granite của dãy Melville và những bãi biển thuộc Vịnh Bathurst.
VQG là địa điểm của cuộc thám hiểm khoa học Địa lý Quốc gia năm 2013 phát hiện ra ba loài mới. Đây là những tắc kè đuôi lá Cape Melville, tắc kè Cape Melville và nhái Cophixalus petrophilus.